# Campionati italiani di winter triathlon del 2007
I Campionati italiani di winter triathlon del 2007 (IX edizione) sono stati organizzati dalla Federazione Italiana Triathlon e si sono tenuti a Entracque in Piemonte, in data 28 gennaio 2007.
Tra gli uomini ha vinto per la terza volta consecutiva Daniel Antonioli ( Esercito), mentre la gara femminile è andata per la seconda volta consecutiva a Giuliana Lamastra (Trisports.it Team).

## Risultati

### Élite uomini
| Pos. | Atleta              | Società sportiva             | Corsa   | Bici    | Sci di fondo | Totale  |
| ---- | ------------------- | ---------------------------- | ------- | ------- | ------------ | ------- |
|      | Daniel Antonioli    | Esercito                     | 0:21:39 | 0:27:48 | 0:19:50      | 1:09:17 |
|      | Oswald Weisenhorn   | Malles Triathlon             | 0:21:57 | 0:27:56 | 0:20:57      | 1:10:50 |
|      | Peter Viana         | Esercito                     | 0:22:12 | 0:27:32 | 0:22:11      | 1:11:55 |
| 4    | Luca Bonazzi        | Triathlon Bergamo            | 0:21:47 | 0:30:30 | 0:19:49      | 1:12:06 |
| 5    | Anton Steiner       | Malles Triathlon             | 0:22:18 | 0:28:53 | 0:21:11      | 1:12:22 |
| 6    | Walter Polla        | Triathlon Alto Adige         | 0:22:59 | 0:29:35 | 0:21:34      | 1:14:08 |
| 7    | Nicolas Jeantet     | Trisports.it Team            | 0:23:52 | 0:30:11 | 0:20:30      | 1:14:33 |
| 8    | Marco Abbà          | Tri Savoia                   | 0:22:55 | 0:29:35 | 0:23:17      | 1:15:47 |
| 9    | Guido Ricca         | Triathlon Cremona Stradivari | 0:23:43 | 0:29:05 | 0:22:59      | 1:15:47 |
| 10   | Luca Alladio        | Trisports.it Team            | 0:24:05 | 0:29:04 | 0:22:49      | 1:15:58 |
| 11   | Alberto Peracino    | Torino 3                     | 0:23:18 | 0:32:47 | 0:20:21      | 1:16:26 |
| 12   | Stefano Bonadei     | Freezone                     | 0:24:20 | 0:30:04 | 0:22:34      | 1:16:58 |
| 13   | Pietro Riva         | Triathlon Lecco              | 0:23:29 | 0:30:49 | 0:22:59      | 1:17:17 |
| 14   | Jacopo Panerati     | Friesian Team                | 0:22:52 | 0:31:17 | 0:23:14      | 1:17:23 |
| 15   | Dario Martocchi     | Triathlon Lecco              | 0:23:56 | 0:30:47 | 0:23:12      | 1:17:55 |
| 16   | Enrico Barale       | Valle Gesso Sport            | 0:25:50 | 0:30:09 | 0:24:44      | 1:20:43 |
| 17   | Giovanni Bertagnin  | Cuneo Triathlon              | 0:23:13 | 0:32:14 | 0:25:59      | 1:21:26 |
| 18   | Walter Bonazzi      | Triathlon Bergamo            | 0:25:08 | 0:34:21 | 0:23:03      | 1:22:32 |
| 19   | Luca Cobetto        | Tri Savoia                   | 0:24:00 | 0:31:51 | 0:26:54      | 1:22:45 |
| 20   | Piermatteo Rostagno | Valle Gesso Sport            | 0:25:41 | 0:32:54 | 0:24:17      | 1:22:52 |

### Élite donne
| Pos. | Atleta               | Società sportiva             | Corsa   | Bici    | Sci di fondo | Totale  |
| ---- | -------------------- | ---------------------------- | ------- | ------- | ------------ | ------- |
|      | Giuliana Lamastra    | Trisports.it Team            | 0:25:50 | 0:32:18 | 0:24:15      | 1:22:23 |
|      | Michela Benzoni      | Triathlon Bergamo            | 0:27:39 | 0:33:04 | 0:23:06      | 1:23:49 |
|      | Stefania Bonazzi     | Silca Ultralite              | 0:25:23 | 0:32:47 | 0:27:50      | 1:26:00 |
| 4    | Lucrezia Lamastra    | Trisports.it Team            | 0:27:55 | 0:32:38 | 0:27:32      | 1:28:05 |
| 5    | Germaine Roullet     | Trisports.it Team            | 0:30:06 | 0:39:12 | 0:26:10      | 1:35:28 |
| 6    | Francesca Rebecchi   | Triathlon Cremona Stradivari | 0:27:26 | 0:43:02 | 0:27:42      | 1:38:10 |
| 7    | Arianna Pasquariello | Friesian Team                | 0:29:39 | 0:40:44 | 0:31:23      | 1:41:46 |
| 8    | Virna Stavla         | Padova Triathlon             | 0:29:16 | 0:41:59 | 0:31:53      | 1:43:08 |
| 9    | Samantha Plafoni     | Valle Gesso Sport            | 0:34:04 | 0:42:06 | 0:27:24      | 1:43:34 |
| 10   | Ada Ventura          | Torino 3                     | 0:28:15 | 0:39:37 | 0:37:41      | 1:45:33 |
| 11   | Morgana Rege         | Tri Savoia                   | 0:29:33 | 0:38:36 | 0:39:25      | 1:47:34 |
| 12   | Giovanna Basso       | Cuneo Triathlon              | 0:32:52 | 0:42:35 | 0:32:15      | 1:47:42 |
| 13   | Claudia Vaccari      | Friesian Team                | 0:32:24 | 0:39:42 | 0:35:44      | 1:47:50 |
| 14   | Marika Ganci         | Fumane Triathlon Zenage      | 0:30:38 | 0:40:58 | 0:38:06      | 1:49:42 |
| 15   | Valentina Capovilla  | Padova Triathlon             | 0:31:19 | 0:42:13 | 0:39:28      | 1:53:00 |
| 16   | Sara Silvestri       | Padova Triathlon             | 0:31:33 | 0:45:10 | 0:39:07      | 1:55:50 |
| 17   | Luisella Iabichella  | Road Runners                 | 0:33:05 | 0:46:54 | 0:36:49      | 1:56:48 |
| 18   | Patrizia Gallo       | Padova Nuoto Triathlon       | 0:33:08 | 0:46:03 | 0:39:17      | 1:58:28 |